# エフェメラ
エフェメラ（ephemera）は一時的な筆記物および印刷物で、長期的に使われたり保存されることを意図していないものを指す。しばしば収集の対象となり、その例としてはしおり、グリーティングカード、手紙、写真、葉書、ポスター、チケット、パンフレット、チラシ、マッチ箱などが挙げられる。

## 概要
図書館情報学におけるエフェメラとは1枚だけの印刷物で、役割を終えたら捨てられる類のものを指す言葉である。この区分には印刷されていない手紙や写真は含まれず、そちらは手稿（マニュスクリプト）やタイプ原稿（タイプスクリプト）などと呼ばれる。大学図書館、国立図書館、博物館、公文書館などでは歴史的資料としてエフェメラを収集・整理・保存する場合がある。
ギリシャ語で1日しか存在しえないものを指す言葉がエフェメラという言葉の起源である。エフェメラ（ephemera）は名詞で、ephemeron および ephemeros の複数中性格にあたる。ギリシャ語および近代ラテン語で古くは epi = on, hemera = day を意味し、カゲロウなどの短命な虫、花、その他の1日ないし短期間のみ存在するものを指すようになった。

## 関連図書
- 貴志俊彦『満洲国のビジュアル・メディア――ポスター・絵はがき・切手』吉川弘文館、2010